# Limnephilus kalama
Limnephilus kalama là một loài Trichoptera trong họ Limnephilidae. Chúng phân bố ở miền Tân bắc.